# ノア・ウォレス
ノア・ウォレス（Noah Wallace、1991年7月6日 - ）は、アメリカ合衆国・インランド・エンパイア出身のフリースキーヤー。種目はスロープスタイル。使用スキー板のブランドはHEAD。

## 生い立ち
小学生の時からアメリカ合衆国ワシントン州東部に位置する中規模商工業都市スポケーンに住んでいる。ホームゲレンデはアイダホにあるシュバイツアーマウンテンリゾート。

## 戦歴
2014年3月にスイスのシルヴァプラーナで開催されたFIS主催のフリースタイルスキー・ワールドカップ・スロープスタイル種目ではスウェーデンのジェスパー・ジェイダーに次ぐシルバーメダル。
2015年1月にオーストリアのクライシュベルクで開催されたFIS主催の世界選手権・スロープスタイルではオーストラリア出身のラス・ヘンショーに次ぐブロンズメダルを獲得。
2015年3月に開催されたAFP主催のEuropean Freeski Openではソチ五輪スロープスタイルで優勝したジョス・クリステンセンや、2013年のWinter X Gamesブロンズメダリストジェームズ・ウッズを上回りシルバーメダル。
2015年4月に開催されたAFP主催のTotal FightではWinter X Gamesスロープスタイル3年連続覇者のニック・ゲッパーを上回りシルバーメダル。
2015年8月にニュージーランドのCardronaで開催されたFIS主催のWorld Cupでは7位。
2015年12月にアメリカ・コロラド州ブリッケンリッジで開催するDew Tourスロープスタイルへの参戦した。

## スポンサー
- Sports Creel
- Giro
- Phunkshun Wear
- Full Tilt Boots
- Char Poles
- Tyrolia Peak Bindings